# Адамс (округ, Миссисипи)
Округ Адамс (англ. Adams County) — округ штата Миссисипи, США. Население округа на 2000 год составляло 34340 человек. Административный центр округа — город Натчез.

## История
Округ Адамс основан в 1799 году.

## География
Округ занимает площадь 1191.4 км2.

## Демография
Согласно переписи населения 2000 года, в округе Адамс проживало 34340 человек (данные Бюро переписи населения США). Плотность населения составляла 28.8 человек на квадратный километр.